# Scythocentropus scripturosa
Scythocentropus scripturosa är en fjärilsart som beskrevs av Eduard Friedrich Eversmann 1854. Scythocentropus scripturosa ingår i släktet Scythocentropus och familjen nattflyn. Inga underarter finns listade.

## Bildgalleri

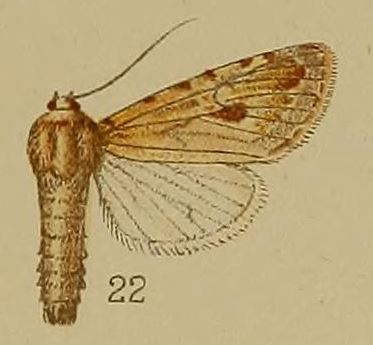